# Linh miêu Issoire
Linh miêu Issoire (Lynx issiodorensis), là một loài linh miêu đã từng sinh sống ở châu Âu trong thời kỳ Pleistocene và đã có nguồn gốc từ châu Phi cuối Pliocene. Nó có lẽ đã tuyệt chủng cuối thời kỳ băng hà.

## Hình ảnh

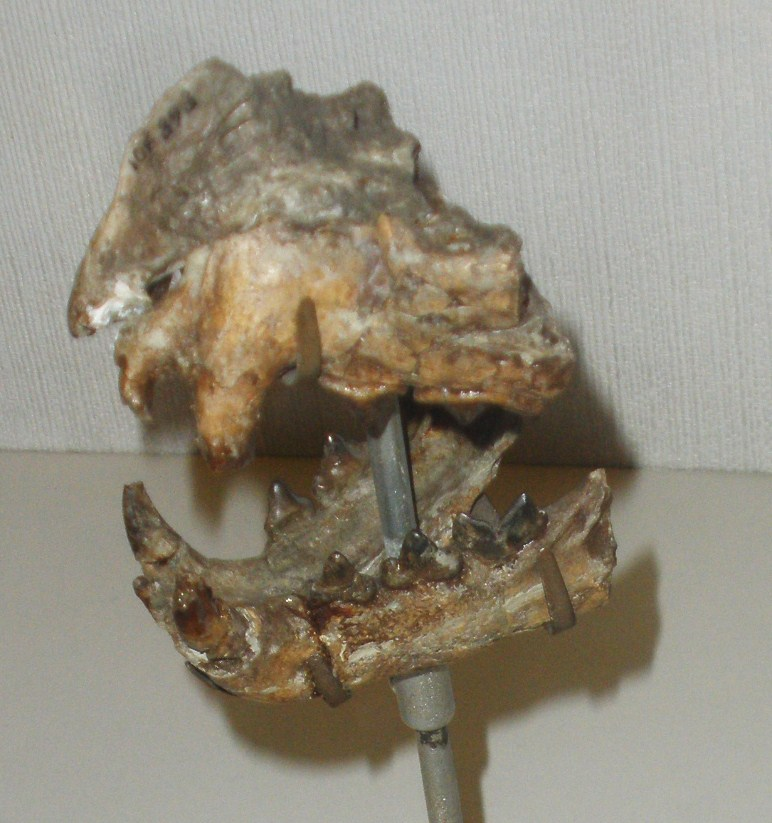